# Sopot Festival 2008

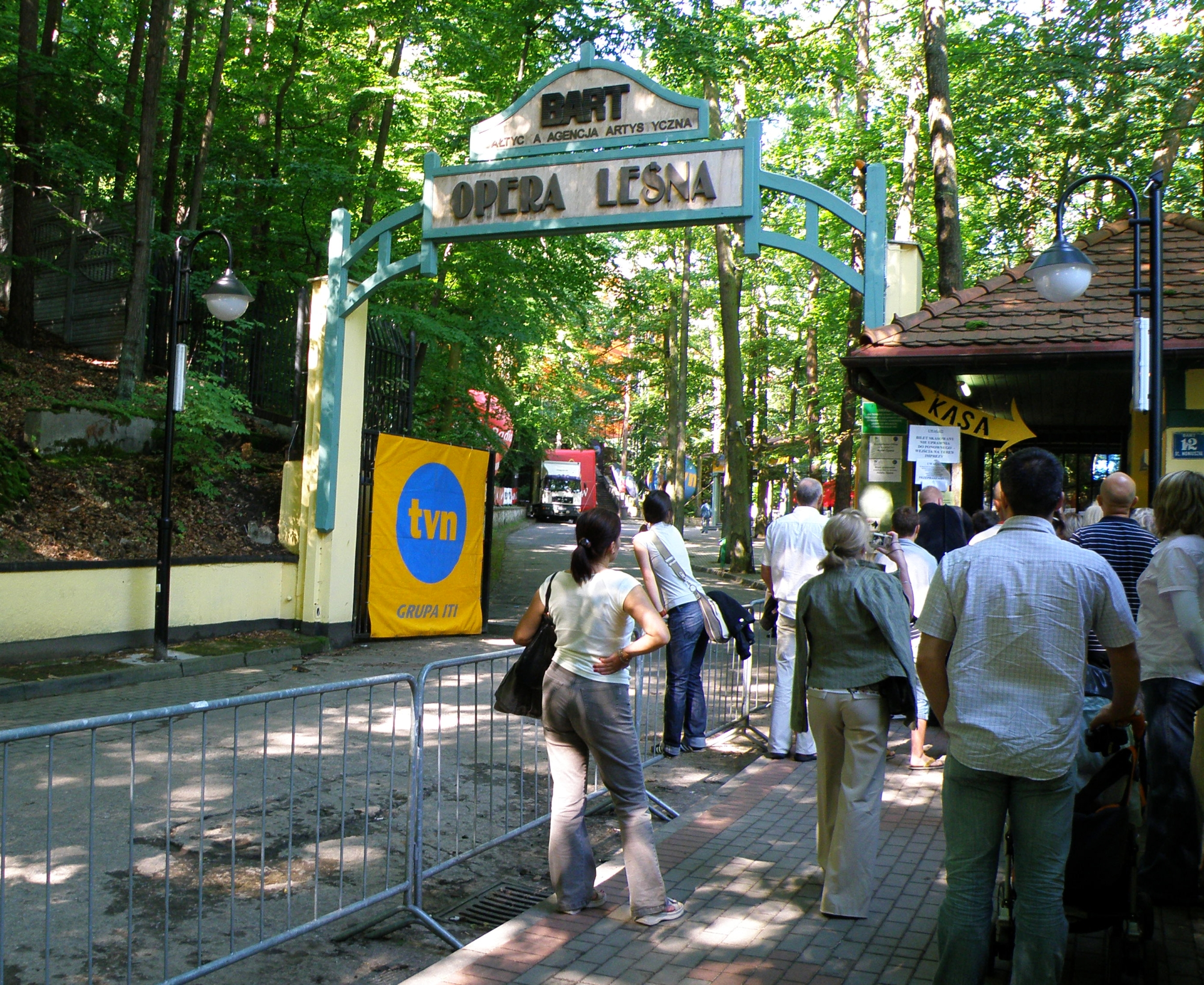
Brama wejściowa Opery Leśnej (24 sierpnia 2008)

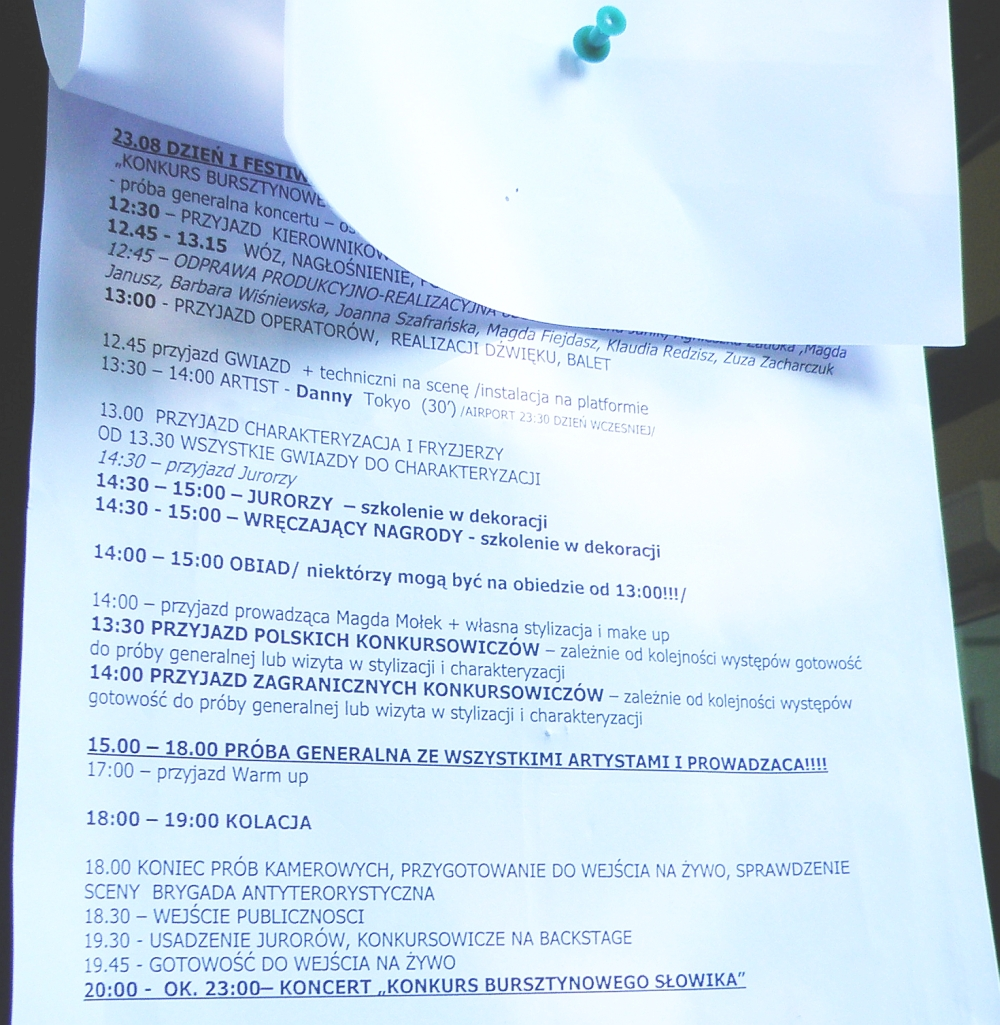
Program pierwszego dnia Sopot Festival 2008

Sopot Festival 2008 – 45. edycja festiwalu muzycznego odbywającego się w sopockiej Operze Leśnej. Festiwal odbył się 23 i 24 sierpnia 2008 roku a organizatorem była telewizja TVN. Pierwszego dnia miał miejsce Konkurs o Nagrodę Bursztynowego Słowika i Słowika Publiczności. Drugiego natomiast można było zobaczyć gości specjalnych.

## Pierwszy dzień
23 sierpnia 2008 roku miał miejsce konkurs o nagrodę Bursztynowego Słowika i Słowika Publiczności. W półfinale udział wzięło pięciu polskich wykonawców, z których wyłoniono jednego finalistę. Po półfinałach odbył się krótki recital zespołu Feel – zwycięzcy ubiegłorocznego konkursu Sopot Festival. Po występie grupy odbył się finał 45. konkursu o Bursztynowego Słowika. Z siedmiu wykonawców (sześciu zagranicznych i jednego polskiego przedstawiciela) jury wyłoniło zwycięzcę konkursu i laureata Bursztynowego Słowika. Galę pierwszego dnia poprowadziła Magdalena Mołek.

### Półfinał
| L.p. | Wykonawca                   | Piosenka                | Miejsce | Punkty |
| ---- | --------------------------- | ----------------------- | ------- | ------ |
| 1    | Formacja Nieżywych Schabuff | Ławka                   | 5       | 2      |
| 2    | For Teens                   | Jesteś częścią mnie     | 3       | 16     |
| 3    | Natalia Lesz                | Power of attraction     | 4       | 8      |
| 4    | Pectus                      | To, co chciałbym ci dać | 1       | 24     |
| 5    | Video & Anna Wyszkoni       | Soft                    | 2       | 20     |

### Finał
| Lp. | Państwo | Język     | Wykonawca      | Piosenka                  | Miejsce | Punkty |
| --- | ------- | --------- | -------------- | ------------------------- | ------- | ------ |
| 1   | Ukraina | angielski | Rusłana        | „Moon of Dreams”          | 6       | 12     |
| 2   | Szwecja | angielski | Danny          | „Tokyo”                   | 4       | 22     |
| 3   | Szwecja | angielski | Velvet         | „Chemistry”               | 7       | 9      |
| 4   | Francja | angielski | Matt Pokora    | „Catch Me if You Can”     | 3       | 28     |
| 5   | Szwecja | angielski | Oh Laura       | „Release Me”              | 1       | 33     |
| 6   | Szwecja | angielski | Måns Zelmerlöw | „Brother oh Brother”      | 5       | 18     |
| 7   | Polska  | polski    | Pectus         | „To, co chciałbym ci dać” | 2       | 31     |

### Jury
Jury Międzynarodowego Konkursu Sopot Festival decydowało o tym, kto zdobędzie prestiżową nagrodę Bursztynowego Słowika.
W konkursu zasiedli:
- Piotr Metz – dyrektor Sopot Festivalu, redaktor naczelny magazynu „Machina”,
- Małgorzata Walewska – śpiewaczka, mezzosopranistka,
- Robert Kozyra – prezes Radia Zet (był jurorem również w 2006 i 2007 roku),
- Andrzej Krzywy – wokalista zespołu De Mono,
- Wojciech Fułek – wiceprezydent miasta Sopot.

## Drugi dzień
Drugi dzień 45. Międzynarodowego Sopot Festiwalu 2008 upłynął pod hasłem dyskotekowych przebojów lat 80. Na scenie Opery Leśnej można było zobaczyć gości specjalnych Sopot Festival, którzy zaprezentowali swoje największe hity z tamtych lat. Galę prowadzili: Magdalena Mołek oraz debiutujący w roli prowadzącego galę Sopot Festival – Szymon Majewski. Występy gwiazd na festiwalu dopełniła choreografia przygotowana przez Agustina Egurrola i grupę taneczną VOLT.

### Goście specjalni
| L.p. | Wykonawca                      | Piosenka                                                                              |
| ---- | ------------------------------ | ------------------------------------------------------------------------------------- |
| 01   | Shakin’ Stevens                | Cry Just A Little Bit, This Ole House, Now Listen, Cry Just A Little Bit (bis)        |
| 02   | Sandra                         | Maria Magdalena, In The Heat Of The Night, Hiroshima                                  |
| 03   | Samantha Fox                   | I Surrender, Nothing's Gonna Stop Me Now, Touch Me                                    |
| 04   | Limahl wraz z Kajagoogoo       | Too Shy, Interview Rooms, Never Ending Story, Too Shy (bis)                           |
| 05   | Sabrina                        | Boys                                                                                  |
| 06   | Kim Wilde                      | Kids in America, You Came, You Keep Me Hanging On                                     |
| 08   | Thomas Anders z Modern Talking | Geronimo’s Cadillac, Brother Louie, Cheri Cheri Lady, You’re My Heart, You’re My Soul |